# Ant-Man and the Wasp: Quantumania
Ant-Man and the Wasp: Quantumania er en amerikansk spillefilm fra 2023 af Peyton Reed.

## Medvirkende
- Paul Rudd som Scott Lang / Ant-Man
- Evangeline Lilly som Hope van Dyne / Wasp
- Michael Douglas som Hank Pym
- Michelle Pfeiffer som Janet van Dyne
- Kathryn Newton som Cassie Lang
- Jonathan Majors som Kang
- David Dastmalchian som Veb
- William Jackson Harper som Quaz
- Katy O'Brian som Jentorra
- Bill Murray som Lord Krylar
- Randall Park som Jimmy Woo
- Corey Stoll som M.O.D.O.K.